# ユーリー・ダヴィドヴィチ
ユーリー・ダヴィドヴィチ（ロシア語: Юрий Давыдович、? - 1237年）は、ムーロム公ダヴィド(ru)の子である。ムーロム公：1228年 - 1237年。

## 生涯
1228年、兄と父が相次いで死亡したためムーロム公位を継いだ。1229年、1232年にはウラジーミル大公国のユーリー2世のモルドヴァ族に対する遠征に参加した。1237年、モンゴル帝国軍がリャザン公国の南の国境地帯に現れたため、ムーロム、リャザンの公たちはヴォロネジ川へと軍を進めた（ヴォロネジ川の戦い）。ユーリーは同年に、モンゴル帝国軍との戦いで戦死した。なお、これらの一連の戦いをもとに書かれた『バトゥのリャザン襲撃の物語』では、当時のムーロム公を「リャザン公の兄弟のダヴィド・イングヴァレヴィチ」と誤って記している。
妻の名は不明である。子にはムーロム公ヤロスラフがいる。